# Saxifraga vacillans
Saxifraga vacillans är en stenbräckeväxtart som beskrevs av H. Sm.. Saxifraga vacillans ingår i Bräckesläktet som ingår i familjen stenbräckeväxter. Inga underarter finns listade i Catalogue of Life.